# Langtidsfrisk
Langtidsfrisk (eller langtidsrask) er en betegnelse, som kan bruges om en person, der sjældent er syg (sygemeldt), og som kun har få sygedage. Ordet langtidsfrisk er dannet som en modsætning til ordet langtidssyg.
Ordet langtidsfrisk kommer fra Sverige, og ordet frisk på svensk betyder i denne sammenhæng rask på dansk. 
Begrebet langtidsfrisk blev indført af læge Johnny Johnsson. Hans ide var at arbejde med sygefravær ved at lære af de langtidsfriske, altså studere hvad der gør folk langtidsfriske, i stedet for at tage udgangspunkt i, hvad der gør folk syge og langtidssyge. Og samtidig udrede hvordan arbejdslivet kan organiseres, så trivsel og dermed sundhed fremmes.